# Landkreis Bühl
Landkreis Bühl is een voormalige Landkreis in de Duitse Deelstaat Baden-Württemberg. Het had een oppervlakte van 379 km² en een inwoneraantal van 91.926 (27.05.1970). Kreisstadt was de stad Bühl. Landkreis Bühl bestond van 1938 tot aan 1973.

## Geografie
De Landkreis Bühl lag in het westen van de deelstaat Baden-Württemberg. Geografisch lag de Landkreis overwegend in de Boven-Rijnse Laagvlakte en in het Zwarte Woud.
Landkreis Bühl grensde in 1972 aan de Kreisfreie Stadt Baden-Baden, Landkreis Freudenstadt, Landkreis Kehl, Landkreis Offenburg en Landkreis Rastatt.

## Geschiedenis
Het gebied van de Landkreis Bühl behoorde voornamelijk tot het Markgraafschap Baden-Baden. Aan het begin van de 19e eeuw vormde het Groothertogdom Baden verschillende Ämter, waaronder het Amt of Bezirksamt Bühl, dat tot het Landeskommissärbezirk Karlsruhe behoorde. Het aantal gemeenten in de Bezirksamt is in de loop van de geschiedenis verschillende keren gewijzigd. Zo kreeg het in 1924 enkele gemeenten van het opgeheven Bezirksamt Baden en de gemeenten van het opgeheven Amt Achern. In 1939 werd de naam Bezirksambt gewijzigd in Landkreis waardoor het voortaan Landkreis Bühl heette.
Na de vorming van de deelstaat Baden-Württemberg in 1952 behoorde de Landkreis Bühl tot de Regierungsbezirk Südbaden. Op 1 juli 1972 gingen de gemeenten Steinbach, Neuweier en Varnhalt op in de Kreisfreie Stadt Baden-Baden.
Met ingang van 1 januari 1973 werd de Landkreis Bühl opgeheven. Het noordelijke gedeelte ging op in de Landkreis Rastatt en het zuidelijke gedeelte ging over in de nieuwe Ortenaukreis.

## Gemeenten
Op 1 januari 1970 bevatte de Landkreis 39 gemeenten. Drie daarvan waren steden. Veel gemeenten zijn op 1 januari 1973 opgegaan in een grotere gemeente. De gemeenten Steinbach, Neuweiler en Varnhalt ging daarin tegen op 1 juli 1972 op in Baden-Baden. Hieronder staat een lijst van de toenmalige gemeenten:
- Achern
- Altschweier (nu Bühl)
- Balzhofen (nu Bühl)
- Bühl
- Bühlertal
- Eisental (nu Bühl)
- Fautenbach (nu Achern)
- Furschenbach (nu Ottenhöfen im Schwarzwald)
- Gamshurst (nu Achern)
- Greffern (nu Rheinmünster)
- Großweier (nu Achern)
- Kappelrodeck
- Lauf
- Leiberstung (nu Sinzheim)
- Moos (nu Bühl)
- Mösbach (nu Achern)
- Neusatz (nu Bühl)
- Neuweier (nu Baden-Baden)
- Oberachern (nu Achern)

- Oberbruch (nu Bühl)
- Obersasbach (nu Sasbach)
- Oberweier (nu Bühl)
- Önsbach (nu Achern)
- Ottenhöfen im Schwarzwald
- Ottersweier
- Sasbach
- Sasbachried (nu Achern)
- Sasbachwalden
- Schwarzach (nu Rheinmünster)
- Seebach
- Sinzheim
- Steinbach (nu Baden-Baden)
- Stollhofen (nu Rheinmünster)
- Ulm (nu Lichtenau)
- Unzhurst (nu Ottersweier)
- Varnhalt (nu Baden-Baden)
- Vimbuch (nu Bühl)
- Waldulm (nu Kappelrodeck)
- Weitenung (nu Bühl)